# 角百灵

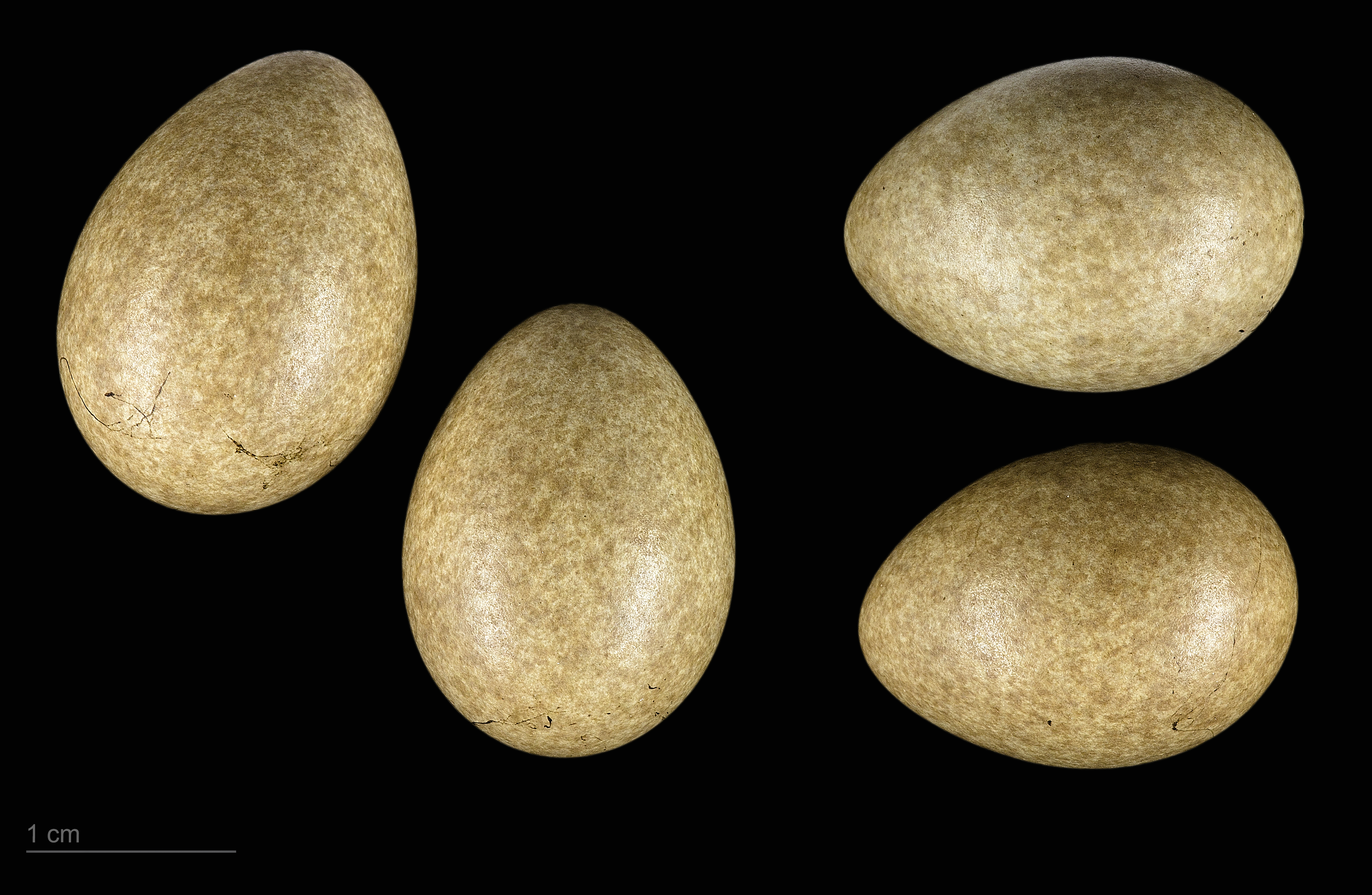
卵 Eremophila alpestris flava

角百灵（学名：Eremophila alpestris）为百灵科角百灵属的鸟类。分布于伊朗、阿富汗、巴基斯坦、中亚、以及中国的新疆等地。
角百灵的平均体重约为34.9克。栖息地包括温带草原、亚热带或热带的（低地）干燥疏灌丛、牧草地、沙滩、沙洲、沙嘴、耕地、寒带疏灌丛、沙丘、亚热带或热带的高海拔草原和亚北极区草原。该物种的模式产地在美国卡罗来纳海岸。

## 亚种
- 角百灵新疆亚种（学名：Eremophila alpestris albigula）。在中国，分布于新疆等地。该物种的模式产地在塔吉克斯坦。[4]
- 角百灵昆仑亚种（学名：Eremophila alpestris argalea）。在中国，分布于昆仑山、西藏、新疆等地。该物种的模式产地在新疆喀喇昆仑山苏盖提山口。[5]
- 角百灵东北亚种（学名：Eremophila alpestris brandti）。在中国，分布于新疆、内蒙古、山西、甘肃、宁夏、青海、河北等地。该物种的模式产地在前苏联哈萨克平原。[6]
- 角百灵青藏亚种（学名：Eremophila alpestris elwesi）。分布于尼泊尔、锡金、不丹、印度以及中国的青海、西藏、四川等地。该物种的模式产地在锡金Kongra Lam山口，在海拔4600-5000米的高度。[7]
- 角百灵北方亚种（学名：Eremophila alpestris flava）。分布于欧洲、北极地区及其岛屿、瑞典、前苏联、日本以及中国的内蒙古、黑龙江、河北等地。该物种的模式产地在西伯利亚叶尼塞河（据Meinertzhagen）。[8]
- 角百灵四川亚种（学名：Eremophila alpestris khamensis）。在中国，分布于四川、青海等地。该物种的模式产地在四川西部。[9]
- 角百灵柴达木亚种（学名：Eremophila alpestris przewalskii）。在中国，分布于青海等地。该物种的模式产地在青海柴达木盆地。[10]
- 角百灵南疆亚种（学名：Eremophila alpestris teleschowi）。在中国，分布于新疆等地。该物种的模式产地在新疆南部且末、和田、于田。[11]